# Gillian Gilbert
Gillian Lesley Gilbert (Manchester, 27 gennaio 1961) è una tastierista e chitarrista britannica.

## Carriera
È nota come componente del gruppo new wave/alternative dance New Order. In questa band è entrata nel 1980 e vi è rimasta fino al 2001, eccezion fatta per il periodo 1993-1998 in cui il gruppo si è sciolto. È rientrata nel gruppo nel 2011.
Negli anni '90 è stata attiva anche con il progetto parallelo The Other Two, portato avanti con il marito Stephen Morris.